# Кани Барвил
Кани Барвил (фр. Cany-Barville) насеље је и општина у северној Француској у региону Горња Нормандија, у департману Приморска Сена која припада префектури Дјеп.
По подацима из 2011. године у општини је живело 3032 становника, а густина насељености је износила 223,43 становника/km². Општина се простире на површини од 13,57 km². Налази се на средњој надморској висини од 25 метара (максималној 126 m, а минималној 10 m).

## Демографија
| 1962. | 1968. | 1975. | 1982. | 1990. | 1999. | 2011. |
| ----- | ----- | ----- | ----- | ----- | ----- | ----- |
| 1.629 | 1.704 | 2.209 | 3.202 | 3.349 | 3.364 | 3.032 |

График промене броја становника у току последњих година

## Партнерски градови
- Верт на Рајни